# Самуель Александр Кінніер Вілсон
Самуе́ль Алекса́ндр Кінні́ер Ві́лсон (англ. Samuel Alexander Kinnier Wilson) — британський невролог американського походження. Його дослідження гепатолентикулярної дегенерації призвели до того, що ця хвороба була названа на його честь.

## Біографія
Народився в Нью-Джерсі, США. Його батьком був преподобний Джеймс Кінніер Вілсон, уродженець Ірландії та пресвітеріанський священник, який помер, коли Самуелю був лише рік. Потім сім'я повернулася до свого дому в Единбурзі. Здобув освіту в коледжі Джорджа Вотсона в Единбурзі, де завдяки винятковим знанням мов отримав кілька премій з грецької та латини. Згодом він зміг оплатити навчання медицині в Единбурзькому університеті, викладаючи охочим ці навчальні дисципліни.
Після закінчення магістратури Единбурзького університету в 1902 році Вілсон став домашнім лікарем у Королівській Единбурзькій лікарні разом із сером Байромом Бремвеллом, і саме тут він зацікавився неврологією. У Вестмінстерській лікарні він був першим, хто отримав спеціалізований неврологічний прийом у лікарні загального профілю.
У 1903 році отримав ступінь бакалавра та доктора філософії у фізіології з відзнакою, і того року поїхав до Парижа, щоб працювати з П'єром Марі, а потім один рік співпрацював із Жозефом Бабінскі.
Після короткого візиту до Лейпцига він повернувся до Лондона, де в 1904 році потрапив на роботу до Національної лікарні нервових хвороб на Квін-сквері.
Почавши з посади домашнього лікаря, він став медичним реєстратором і патологоанатомом, аж до посади почесного лікаря. Тут Вілсон провів більшу частину свого професійного життя з групою неврологів, до складу якої входили сер Вільям Говерс, Джон Г'юлінгс Джексон, Генрі Чарльтон Бастіан і сер Віктор Олександр Гейден Горслі.
У липні 1912 року Самюель Вілсон завоював велику популярність і отримав золоту медаль Единбурзького університету за 211-сторінкову докторську дисертацію під назвою «Прогресуюча лентикулярна дегенерація». Хоча псевдосклероз Вестфала—Штрюмпеля вже був описаний, як зазначав сам Вілсон, проте автори не обговорювали лентикулярні чи печінкові аспекти, тому не змогли розпізнати дві основні ознаки хвороби. У той час Вілсону було 33 роки, і він працював медичним реєстратором у Національній лікарні на Квін-сквер у Лондоні. У наступному році опублікував статтю на ту ж тему в журналі «Brain». Він описав чотирьох постраждалих осіб, яких вивчав, надавши деталі розтину трьох і додавши інформацію щодо двох інших пацієнтів, для яких були доступні подробиці. Вілсон перерахував свої висновки, зробивши помилковий висновок про те, що «стан часто був сімейним, але не вродженим чи спадковим».
Стаття Вілсона ввела в неврологію термін «екстрапірамідний» і зосередила увагу на важливості базальних гангліїв. Після цього його ім'я прив'язалося до розладу, який також був відомий як «гепатолентикулярна дегенерація». Вілсон наполягав на тому, щоб цей стан називали саме хворобою Кінніера Вілсона. Американський невролог Дерек Ернест Денні-Браун якось запитав Вілсона про його думку щодо основних критеріїв «гепатолентикулярної дегенерації». Вілсон подивився на нього з деякою обережністю і, починаючи відходити, запитав: «Ви маєте на увазі хворобу Кінніера Вілсона?» Хоча він був досвідченим гістологом, але мало цікавився лабораторною роботою, і більшість його численних робіт стосувалися клінічної неврології. Його відкриття призвели до призначення професором неврології в лікарні Королівського коледжу — першій кафедрі цієї дисципліни в Англії. Він також започаткував практику клініциста на Гарлі-стріт, де Чарлі Чаплін був одним з його пацієнтів.
Самуел Вілсон був легендарним учителем, кмітливою людиною з гострим, хоча й іронічним почуттям гумору, і володів тим елементом гумору, який, здається, є важливим для демонстрації неврологічних проблем. Він був надзвичайно стимулюючим як для студентів, так і для молодших колег.
Вілсон був відданий своїй роботі, амбітний і сповнений ентузіазму до такого ступеня, що шокував би сучасного молодого лікаря. Після того, як двох його неминуче помираючих пацієнтів виписали з лікарні, він продовжував слідкувати за їхнім місцезнаходженням, як стерв'ятник, який очікує смерті тварини. На його велике занепокоєння, один із них поїхав до Швейцарії, оскільки кінець був близький. Але місцевий лікар погодився на співпрацю і надіслав Вілсону телеграму, коли пацієнт помер. Вілсон не вагався ні хвилини, перерахував свої гроші і виявив, що їх вистачає якраз на поїздку до Цюриха. Там він сам провів розтин і зробив висновки, які підтвердили його припущення.
Під час обходу в лікарні Бельв'ю, Нью-Йорк, він витратив надто багато часу, оглядаючи пацієнта з латеральним медуллярним синдромом, але з ознаками, які не узгоджувалися з анатомією. Він раптово повернувся до пацієнта і запитав: «Ти зробиш розпорядження, щоб я отримав твій мозок, коли ти помреш?» Лише такій людині, як Вілсон, пробачалась така поведінка.
Часом він здавався віддаленим, але його гумор і розсудливість проілюстровані цією порадою, яку він дав на основі свого досвіду:
1. . Ніколи не показуй здивування.
2. . Ніколи не кажіть одне й теж двічі пацієнту,
3. . Ніколи не вірте тому, що сказав як пацієнт, так і лікар.
4. . Будьте рішучими у своїй нерішучості.
5. . Ніколи не їжте з пацієнтом.

Поза роботою Вілсон був досвідченим лінгвістом, любив подорожувати, грати в гольф і займатися садівництвом. Він майже закінчив підручник з неврології і збирався бути обраним членом Королівського медичного товариства, коли помер від раку в Лондоні в 1937 році у віці 59 років.
Він є батьком англійського ассиролога Джеймса Кінніера Вілсона (James Kinnier Wilson).

## Медичні об'єкти, названі на честь Вілсона
- Ознака Вілсона — ексцентрична зіниця при неоенцефалітичній хворобі[2].
- Хвороба Вільсона — хронічне захворювання мозку та печінки з прогресуючою неврологічною дисфункцією внаслідок порушення метаболізму міді[3].
- Пронаторна ознака Вілсона — розгинання рук над головою призводить до того, що долоні повертаються назовні при хореї Сіденгама через пронацію передпліч[4].
- Фовілля—Вілсона синдром — термін, який використовується для опису порушення латеральної конвергенції, яке спостерігається при розсіяному склерозі. Складається з паралічу відведення, збереженої конвергенції та дисоційованого монокулярного ністагму відведеного ока[5].

## Основні твори
- Progressive lenticular degeneratio. A familial nervous disease associated with cirrhosis of the liver. Doctoral dissertation. Brain, Oxford, 1912, 34: 295—507. / Прогресуюча лентикулярна дегенерація. Сімейне нервове захворювання, пов'язане з цирозом печінки.
- Über progressive lenticulare Degeneration. Handbuch der Neurologie, volume 5; Berlin, 1914. / Про прогресуючу лентикулярну дегенерацію.
- Some problems in neurology. No. 2. Pathological laughing and crying. Journal of Neurology and Psychopathology, 1922, 3: 134—139. / Деякі проблеми неврології. № 2. Патологічний сміх і плач.
- Modern Problems in Neurology. London, 1928. / Сучасні проблеми неврології
- Neurology. Posthumous. Edited by A. N. Bruce. 2 parts, London, E. Arnold & Co., 1940. / Неврологія. Посмертно.